# Кинта-ду-Сол
Кинта-ду-Сол (порт. Quinta do Sol) — муниципалитет в Бразилии, входит в штат Парана. Составная часть мезорегиона Западно-центральная часть штата Парана. Входит в экономико-статистический микрорегион Кампу-Моран. Население составляет 5877 человек на 2006 год. Занимает площадь 326,178 км². Плотность населения — 18,0 чел./км².
Праздник города — 14 декабря.

## История
Город основан в 1963 году.

## Статистика
- Валовой внутренний продукт на 2003 год составляет 70 219 113,00 реалов (данные: Бразильский институт географии и статистики).
- Валовой внутренний продукт на душу населения на 2003 год составляет 12 058,92 реалов (данные: Бразильский институт географии и статистики).
- Индекс развития человеческого потенциала на 2000 год составляет 0,712 (данные: Программа развития ООН).

## География
Климат местности: субтропический. В соответствии с классификацией Кёппена, климат относится к категории Cfb.